# Folkeborgene på Lolland og Falster
Folkeborgene på Lolland og Falster er 3 voldomkransede arealer af en størrelse fra ca. 1 km² til ca. 4 km². Ud over volde og grave i 1-3 rækker er borgene beskyttede af søer, vandløb eller moseområder. Borgene stammer fra germansk jernalder, slutningen af 500-tallet. Den ene af tilflugtsborgene, den på Falster, er omtalt i Saxos Danmarkshistorie som værende i brug i 1158 under et overfald på øen foretaget af vendiske folk fra Østersøens sydkyst. De to andre voldsystemer Lollands Vesterborg og Lollands Østerborg kendes ikke fra omtaler i skriftlige kilder. Dog findes et brev fra Valdemar Sejrs hånd dateret ”in aput Lalandia Østerburgh” (i Lolland ved Østerborg), men hvilken østerborg, der er tale om, vides ikke.
Også på Gotland, Øland og Bornholm har man i mange år kendt et antal “folkeborge“ fra jernalderen, hvor befolkningen kunne søge tilflugt i ufredstider.

## Forsvar mod syd
I betragtning af borgenes datering ca. 550 e.Kr. i den periode af Europas historie, der er blevet kaldt Folkevandringstiden eller Germansk jernalder, er det rimeligt at se dem som foranstaltninger mod angreb over Østersøen fra syd og øst. Det har været i længe været antaget, at mange konflikter i hele Europa i perioden fra ca. 300 – ca. 800 skyldtes et pres af vandrende folkeslag fra øst mod vest. 
Venderne var et slavisk folk, der i fra det. 6. århundrede langsomt flyttede sig fra områderne omkring Weichselfloden via Elb-egnene til den sydlige østersøkyst. I starten har denne ekspansion drevet de folk, der allerede boede i områderne vest og nordpå. Det har sikkert også betydet at Lolland og Falster er blevet udsat for angreb og bosættelsesforsøg af folk syd- og østfra. 
Senere omkring 1000 etablerede venderne sig i statsdannelser i Mecklenburg og det østlige Holsten og Danmarks historie i 1100-tallet er fuld af beretninger om kampene mellem vendere, sachsere og daner i forskellige kombinationer. Der har helt sikkert været vendiske bosættelser på Lolland og Falster, det vidner stednavne som Kramnitse, Tillitse, Binnitse og Kuditse samt Vindeby og Vindemark om. De første har den slaviske endelse -itse, og de andre har forstavelsen Vinde-, der var de dansktalende naboers navngivning af de vendiskbeboede byer.
Kampen mod venderne om herredømmet over Østersøen kulminerede hen mod år 1200, men også 700 år tidligere har der været angreb og koloniseringsforsøg af andre folkeslag fra syd og øst rettet mod Falster og Lolland, og det er teorien, at borgene er et forsvar mod disse angreb. 
Der er dog også tegn på, at en ændring i samfundsstrukturen har betydet, at der er opstået lokale magtcentre, der har domineret større områder som Østfyn, Østsjælland og måske også Lolland-Falster og har formået at samle store rigdomme og måske iværksætte større fællesprojekter. Så måske er borgene lige så meget et udtryk for en begyndende centralisering i det danske område.

## Strategisk placering
Ved at betragte et kort over Lolland og Falster ser man, at de 3 borge ligger placeret, så man fra næsten alle egne af øerne kan nå frem til en af dem til fods på ca. 3 timer. Cirkler med centrum i borgene og en radius på 15 km dækker så godt som begge øer. Fra i hvert fald omkring år 1100 og frem til 1919 var Danmark inddelt i et antal herreder med vekslende betydning og opgaver. Herrederne er sandsynligvis dannet på grundlag af eksisterende landskabelige inddelinger. På Lolland fandtes 4 herreder og på Falster 2. Folkeborgene ligger alle på en grænse mellem 2 herreder, og det er derfor en nærliggende antagelse, at 2 herreder har arbejdet sammen om én borg, og samtidig er det sandsynligt, at de 2 øer tilbage i 500-tallet har haft en overordnet ledelse, der har styret bygningen, brugen og vedligeholdelsen af disse borge.
- Østerborg
- Vesterborg
- Falsterborgen